# إس. إي. هينتون
إس. إي. هينتون (بالإنجليزية: S. E. Hinton)‏‏ (22 يوليو 1948 في أوكلاهوما - ) كاتِبة، وروائية، وكاتبة سيناريو، وكاتبة للأطفال من الولايات المتحدة.

## روابط خارجية
- إس. إي. هينتون على موقع IMDb (الإنجليزية)
- إس. إي. هينتون على موقع أول موفي (الإنجليزية)
- إس. إي. هينتون على موقع إن إن دي بي (الإنجليزية)
- إس. إي. هينتون على موقع قاعدة بيانات الفيلم (الإنجليزية)